# Magyar-zsidó irodalom a kezdetektől a Nyugatig
Az asszimiláció folyamatában előrehaladott zsidóság a magyar nemzeti irodalom hagyományait és az európai irodalmi értékeket vegyítve vett részt a magyar irodalmi életben, s ezáltal sajátos színárnyalatot és teremtő erőt hozott a magyar kultúrába.

## Költészet
A magyar zsidóság már az asszimiláció kezdetén, az 1840-es években megszólal versekben. E korai lírai alkotásokban főként magyarságukat próbálják bizonyítani mind a zsidóknak, mind a keresztény magyarságnak, gyakran az önkritika eszközével is. A magyar forradalom és szabadságharc idején írott versek lelkes hazaszeretetről árulkodnak, a zsidók nagy elkötelezettséggel vesznek részt a harcokban. Irodalmi szemszögből nem kiemelkedőek ezek a költemények. Az első költő, Helprin Mihály (1828–1888) Petőfi hatása alatt ír, motívumrendszere és verseinek a hangulata is megegyezik a magyar szabadságharc kiemelkedő költőjének verseivel. A zsidók kördala (1848) című versében is látható a párhuzam: „Hisz már minden rabság lánca/Le-lehull/Tán nékünk is a szabadság/Felvirul? (…) Mit máglyákon el nem hagytunk/S kínpadon/El nem hagyjuk soha soha/Szabadon.”
A magyarosodási mozgalom érinti meg Szegfy Mórt (1825–1896) is. Vallomásként is értelmezhető Zsidó vagyok című versét az Első magyar zsidó naptár és évkönyv (1848) Kohn Sámuel megzenésítésében közli. „Az vagyok és százszor mondom/én zsidó vagyok igaz/Mert zsidó a nemzetségem/És a szívem is az.”
Reich Ignác (1821–1887) költészetében a verselés és a költészet egyszerűsége, olykor naivsága jelenik meg. Írásait a Ben-Chananjában, a Beth-Lechemben és a Magyar Izraelitában publikálja. Lefordítja héberre Kölcsey Hymnusát.
A szabadságharc leverése érzékenyen érinti a zsidókat, amely a magyar-zsidó irodalomban is tükröződik. A magyar-zsidó irodalmi élet ekkor főképp a fordításokra korlátozódik. A magyar írók-költők műveinek németre fordításával a magyar-zsidó írók nagymértékben hozzájárulnak a magyar irodalom nemzetközi megismertetéséhez.
A kiegyezés (1867) évében a zsidóság emancipációja az irodalomban is változást idéz elő. A magyar nyelvhasználat elsődlegessé válik, a magyar-zsidó irodalom műfajai kitágulnak, a témák, a hangnemek megújulnak – bár a versek egy része még mindig Petőfi és Arany népies vonulatához igazodik.
Az 1860-as években tűnik fel verseivel Bródy Zsigmond. Az országgyűléshez című verseskönyvében (1861) már nemcsak a hazafiság dominál, hanem a zsidósághoz való kötődése is megjelenik. Később újságíró lesz, a Neues Pester Journal főszerkesztői pozíciójában dolgozik.
A haza és a szabadság szeretete-, a rabság gyűlölete- és a hazafiság témakörében alkotó Ormodi Bertalan (1836–1869) sorra adja ki verses füzeteit, erős politikai mondanivalóval. Zsidóságát újra és újra kihangsúlyozza, s a cionizmus halvány gondolatának is hangot ad egy versében.
Az egyik legismertebb magyar-zsidó költő, a korszak magyarországi zsidó irodalmának legnagyobb lírikusa: Kiss József (1843–1921). 1868-ban jelenik meg első kötete, a Zsidó dalok. Műveiben az otthonra vágyás és az üldözöttség témái szólalnak meg, kezdetben népies, később nagyvárosi hangon. Számára egyértelmű a magyarsághoz való tartozás, azonban a zsidósághoz is kötődik. Ez a kettősség gyönyörűen megfogalmazódik első kötetében (1868): „Tekints az égre, aztán nézz a földre,/E föld, hol állsz, az ígéret földje,/A hontalanság sivár pusztasága/Im végetért… a zord idő lejára.(…) Megvirradt napod valahára hát,/Zsidó, immár van neked hazád.”
Az 1890-es években fellépő nemzedék már egyöntetűen elrugaszkodik az aktuális népnemzeti irodalmi iránytól. A Kiss József által alapított A Hét című irodalmi folyóirat alkotói a népnemzeti mozgalomra kritikusan tekintenek, saját városi és polgári eszméiket fejezik ki műveikben. Az 1890-ben alapított folyóiratot az 1908-ban induló Nyugat előfutáraként tartjuk számon.
Az 1890-es években szólal meg Palágyi Lajos, Makai Emil, Heltai Jenő, Szilágyi Géza és Ignotus is. Költészetükben már nem a magyar vagy zsidó nemzeti érzületű versek a jellemzők, az asszimilált zsidóság jogai sem megírandó téma már számukra. Elsőként alkalmazkodnak az urbanizálódó és demokratizálódó Magyarországhoz, és hatékonyan közvetítik a magyar irodalomba az európai szellemi áramlatokat.
A Nyugat a 20. század legmeghatározóbb magyar irodalmi folyóirata. Alapítói, első szerkesztői és költői-írói között A Hét szellemi bázisát is alkotó magyar-zsidó irodalmárok, kritikusok, írók és műértők is jelen vannak, nem-zsidó pályatársaikkal, alkotótársaikkal egyetemben: Osvát Ernő, Ignotus, Fenyő Miksa, Hatvany Lajos, Ady Endre, Kosztolányi Dezső, Babits Mihály, Tóth Árpád, Szép Ernő, József Attila, Móricz Zsigmond, Tamási Áron, Szabó Lőrinc, Radnóti Miklós, Weöres Sándor. A Nyugat fejezi be A Hét küldetését, a magyar irodalom európai, „nyugati” színvonalra emelését.

## Próza
Az első magyar-zsidó prózaíró Ágai Adolf (1836–1916). Írásainak franciás könnyedség ad sajátos színt, játékos, eleven stílussal tölti meg a novelláit, melyekben a zsidó humor is helyet kap. Öniróniával és szatirikus módon jeleníti meg a zsidó asszimiláns alakját. Írásai 1857-től kezdve minden fontosabb szépirodalmi folyóiratban, napi- és élclapban olvashatók. Ő az alapítója és első szerkesztője a Borsszem Jankó című élclapnak is. Politikai és társadalmi problémákat teszi nevetségessé műveiben, már-már groteszk hangnemben, groteszk látásmóddal.
A Magyarországon született és magyar nyelven író nemzedék egyik képviselője Bloch Móric (később Ballagi Mór, 1815–1892). 1840-ben elsőként foglalja írásba az asszimilációs vágyat, a zsidó vallású, de magyar nemzetiségű zsidó ideálját. 1841-ben kiadja „Mózes öt könyvét” magyar és héber nyelven. Tóra-fordítása elismeréseként a Magyar Tudományos Akadémia levelező tagjává választja, ő az első magyar zsidó akadémikus. 1841-ben imakönyvet állít össze Izráel könyörgései egész évre címmel, majd Józsué könyvét teszi elérhetővé magyarul. 1843 májusában áttér az evangélikus vallásra, később református lesz. A magyar tudományos életben magas pozícióba kerül, 1855-től a budapesti Református Teológiai Akadémia hittan és szentírás-magyarázat tanszékének tanára, 1858-tól a Magyar Tudományos Akadémia rendes tagja. Magyar nyelvészeti tudományos munkássága is jelentős.
Kóbor Tamás (1867–1942) romantikus motívumokat hoz a naturalizmus közelségébe műveiben. Rámutat a zsidóságban létrejövő generációs ellentét vallási-szellemi dekadenciájára.
A 19. század végi francia naturalizmus hatásai érezhetőek Szomory Dezső (1869–1944) első műveiben is. Későbbi műveiben már erősebb zeneiséggel bíró, szeszélyesebb és modorosabb romantikus nyelvet alakít ki. Műveinek állandó témája a polgárosodó Magyarország problémaköre.

## Dráma
A magyar-zsidó dráma kerül az irodalmi ágazatok közül legtávolabb a zsidó gyökerektől, mégis erre az irodalmi műfajra hat leginkább a zsidó intellektus.
Hugó Károly (1808–1877) az egyik első olyan alkotó, aki a dráma formanyelvén szólal meg. Színműveit – csakúgy mint verseit – főként német nyelven jelenteti meg. A francia romantika hatása alatt megalkotja a Bankár és báró című drámát. Magyarul alig beszél, e legnagyobb sikerű darabját is Falk Miksa és Egressy Gábor fordítja magyarra.
Zeneiség és szellemes dialektika jellemzi a később katolikus-keresztény vallásra tért és bárói ragot kapott Dóczy (sz. Dux) Lajos (1845–1918) műveit. Dóczy a neoromantika képviselőjeként munkatársa minden számottevő szépirodalmi és napilapnak. Tagja a Kisfaludy és a Petőfi Társaságnak, valamint udvari tanácsos szerepkört is betölt. Színdarabjai közül Az utolsó prófétát 1869-ben, a Csókot 1874-ben, a Vera grófnőt 1899-ben mutatják be.
Bródy Sándor (1863–1924) ember- és miliőábrázolásban a naturalizmus talaján áll, A dada című műve is naturalista drámaként jellemezhető. A medikus című drámája realista jegyeket mutat, míg A tanítónő című színművén, melynek témáját egy fiatal tanítónő tragédiájáról íródott újsághírből meríti, a szecesszió hatása is érződik. De nemcsak drámái és regényei miatt íródott be neve a magyar irodalomtörténetbe, hanem szerkesztői tevékenysége okán is. Az 1903–1905 közötti időszakban Ambrus Zoltán és Gárdonyi Géza közreműködésével szerkeszti A jövendő című hetilapot, melyet szintén a Nyugat egyik előfutárának is tekinthetünk.
A magyar-zsidó költők, írók, drámaírók a kezdetektől a Nyugatig: az 1840-es évektől számítva alig több, mint fél évszázad elteltével már saját alkotásaikkal képviselik a magyar irodalmat külföldön, és hatékonyan közreműködnek abban, hogy a magyar irodalom bekapcsolódjék a „nyugati” vérkeringésbe: az európai irodalomba.